# The Cardinall’s Musick
The Cardinall’s Musick ist ein britisches Vokalensemble von neun Personen insbesondere spezialisiert auf Musik des 16. und 17. Jahrhunderts sowie der Moderne.

## Geschichte
The Cardinall’s Musick wurde 1989 von Musikwissenschaftler David Skinner und Andrew Carwood, Cambridge-Absolvent und danach Musikdirektor der St Paul’s Cathedral, gegründet. Das Ensemble von neun Sängerinnen und Sängern ist benannt nach dem englischen Kardinal und Lordkanzler Thomas Wolsey und widmet sich der Interpretation von Alter Musik der English Renaissance und Komponisten dieser Zeit wie William Byrd, Robert Fayrfax und Thomas Tallis. Initial als a-cappella-Formation gegründet, gehört der Gruppe heute ein eigenes Orchester historischer Instrumente an. Für die historisch informierte Aufführungspraxis erhielt The Cardinall’s Musick von Presse positive Resonanz. Ebenso wird ihr die Fähigkeit zugutegehalten, innerhalb einer Gruppe weniger das traditionelle Einblenden der Einzelstimmen in das Ensemble zu suchen, als die solistische Persönlichkeit der einzelnen Stimmen zu erhalten und miteinander zu verschmelzen. Dieses Zusammenfließen (zum Beispiel bis alle neun Sängerinnen und Sänger das O Maria Deo Gratia von Fayrfax intonieren) und die dadurch erzeugte besondere Wirkung wird gerühmt.
Aus der zeitgenössischen Musik führte The Cardinall’s Musick Weltpremieren von Werken der Komponisten  Michael Finnissy, Matthew Martin, Judith Weir und Simon Whalley auf. Die Gruppe erhielt den Gramophone Award für Early Music  vier Mal. Die letzte Folge ihrer Gesamteinspielung der lateinischen Werke William Byrds mit dem Titel Infelix Ego gewann 2010 außerdem in der Kategorie Recording Of The Year einen Gramophone Award und ist damit das zweite Album Alter Musik, das diesen Preis bisher gewann. International gewann das Ensemble den Diapason d’or, Preis der deutschen Schallplattenkritik und Echo Klassik.
Das Ensemble gastierte u. a. auf den Festivals Spitalfields Music, Bath International Music Festival, MBNA Chester Music Festival, Aldeburgh Festival, Three Choirs Festival und The BBC Proms.
2011 wählte die britische Musikzeitschrift Gramophone The Cardinall’s Musick unter die „20 Greatest Choirs in the World“.